# توجيه ملاحة تحكم

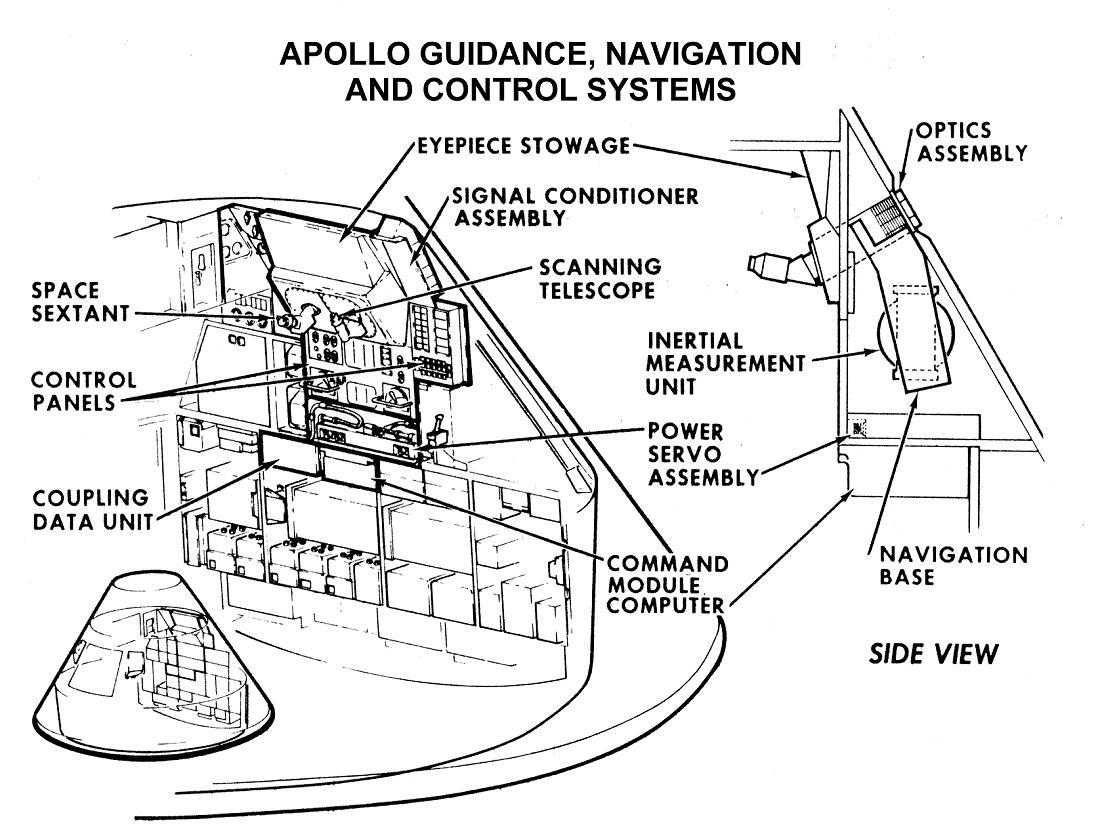
التوجيه والملاحة والتحكم (ت.م.ت) لمركبة أبولو.

التوجيه والملاحة والتحكم (يُختصر GNC أو GN&C أو G&C ) (ت.م.ت) هو فرع من الهندسة يتعامل مع تصميم أنظمة التحكم في حركة المركبات، وخاصة السيارات والسفن والطائرات والمركبات الفضائية. في كثير من الحالات، يمكن أن يقوم البشر المدربون بأداء هذه الوظائف. ومع ذلك، وبسبب سرعة ديناميكيات الصاروخ على سبيل المثال، فإن زمن رد الفعل البشري يكون بطيئًا للغاية بحيث لا يتمكن من التحكم في هذه الحركة. ولذلك، يتم استخدام الأنظمة - التي أصبحت الآن إلكترونية رقمية بشكل حصري تقريبًا - لمثل هذا التحكم. حتى في الحالات التي يستطيع فيها البشر أداء هذه الوظائف، فغالبًا ما توفر أنظمة GNC فوائد مثل تخفيف عبء عمل المشغل، وتخفيف الاضطرابات، وتوفير الوقود، وما إلى ذلك. بالإضافة إلى ذلك، تتيح التطبيقات المتطورة لـ GNC التحكم التلقائي أو عن بعد.
- يشير التوجيه إلى تحديد المسار المطلوب من موقع المركبة الحالي إلى هدف محدد، بالإضافة إلى التغييرات المطلوبة في السرعة والدوران والتسارع لاتباع هذا المسار.[1][2][3]

- تشير الملاحة إلى تحديد موقع المركبة وسرعتها (متجه الحالة) في وقت معين، بالإضافة إلى موقعها.
- يشير التحكم إلى التلاعب بالقوى اللازمة، عن طريق أدوات التحكم في التوجيه والدفع وغيره، لتنفيذ أوامر التوجيه مع الحفاظ على استقرار المركبة.

## أمثلة

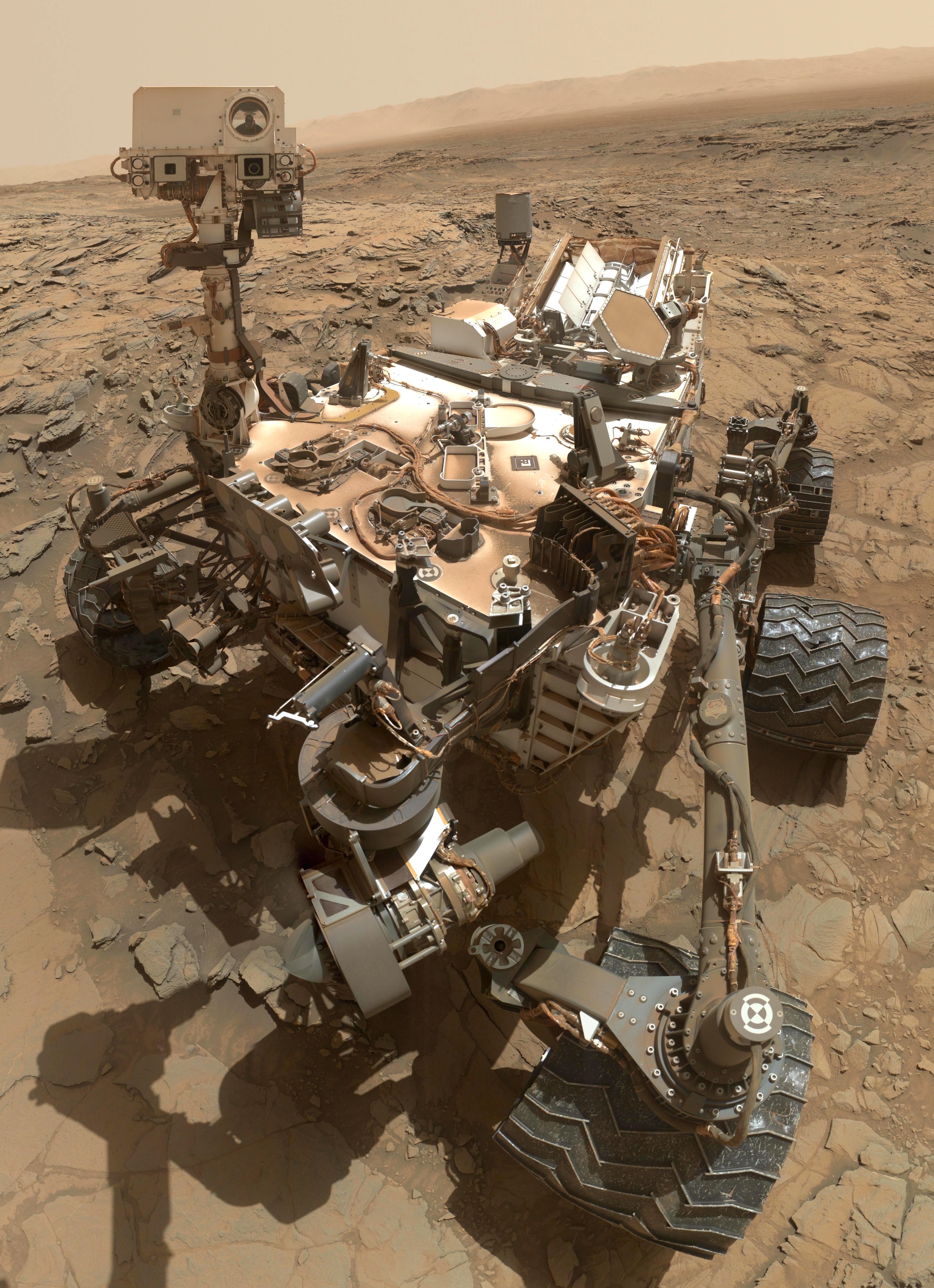
مركبة كيوريوسيتي التابعة لوكالة ناسا، 2015م.

توجد أنظمة ت.م.ت في جميع الأنظمة المستقلة أو شبه المستقلة تقريبًا. وهذه تشمل:
- الطيار الآلي.
- السيارات بدون سائق، مركبات المريخ.
- الصواريخ الموجهة.
- أنظمة الإنزال الجوي الموجهة بدقة.
- أنظمة التحكم في رد الفعل للمركبات الفضائية.
- مركبات إطلاق المركبات الفضائية.
- مركبات جوية بدون طيار.
- مركبات بحرية بدون طيار.